# Murtaz Churtsilava
Murtaz Churtsilava, född den 5 januari 1943 i Bandza i Georgiska SSR, är en sovjetisk före detta fotbollsspelare som medverkade i det sovjetiska landslaget som tog brons i fotbollsturneringen vid olympiska sommarspelen 1972 i München.